# 流星蝴蝶劍.net
《流星蝴蝶劍.net》（英語版名：Meteor Blade.net）是2002年發佈的个人电脑武俠動作遊戲，改編自小說作家古龍的作品《流星·蝴蝶·劍》，由昱泉國際開發，2002年10月17日發行。

## 遊戲模式

### 玩法
遊戲使用滑鼠和鍵盤來進行攻擊、跳躍、爬牆等行動，玩家要用手中的武器進行戰鬥，揮劍砍擊只是遊戲的基本動作，攻擊時如果依照指定規則，還可以施展各式各樣的招式，遭受攻擊時會增加怒氣值，消耗一定的怒氣值可以進行傷害較高的特殊攻擊。

### 特色
兵器
遊戲中有多項武器可以選擇，每種武器都有著不同的操作方式，如何使用選擇的武器打倒敵人是遊戲的核心玩法。

## 外部連結
《流星蝴蝶劍.net》的官方網站